# Dohrniphora setitibia
Dohrniphora setitibia är en tvåvingeart som beskrevs av Malloch 1925. Dohrniphora setitibia ingår i släktet Dohrniphora och familjen puckelflugor. Inga underarter finns listade i Catalogue of Life.